# Équipe d'Espagne féminine de basket-ball
Cet article traite de l'équipe féminine. Pour l'équipe masculine, voir Équipe d'Espagne masculine de basket-ball.
Maillots
L’équipe de Espagne féminine de basket-ball (en espagnol : Selección Española de Baloncesto Femenina) est l'équipe nationale qui représente l'Espagne dans les compétitions internationales féminine de basket-ball. Elle est placée sous l'égide de la Fédération espagnole de basket-ball (FEB). L'équipe est affiliée à la FIBA depuis 1934. Son surnom est "La Roja", ce qui signifie « Le Rouge ».
Cette formation détient quatre titres de Championne d'Europe obtenus en 1993, 2013, 2017, 2019. la sélection et vice-championne du monde en 2014 et au elle est vice-championne olympiques en 2016.

## Histoire

### Premier match
L'équipe féminine espagnole de basket-ball a disputé son premier match officiel à Malgrat de Mar, Barcelone, contre la Suisse le 16 juin 1963, perdant 31 à 40. Ils ont remporté leur premier match contre la même équipe deux jours plus tard, 47-39. Il faudrait six ans pour jouer un autre match amical international, perdant contre Cuba 50-70 le 28 septembre 1969.
Leurs premiers matchs officiels ont eu lieu en mars 1970, essayant de se qualifier pour l'EuroBasket 1970, remportant leur premier match contre la Suisse 61–44 et perdant contre la Hongrie et la France. L'équipe s'est qualifiée pour le l'EuroBasket 1974 son premier tournoi international majeur. Après avoir perdu leurs trois matchs de phase de groupes, ils ont remporté leur premier match dans un tournoi final contre le Danemark lors des matchs de classement, terminant en 12e position. Rosa Castillo est considérée comme la meilleure joueuse du milieu des années 1970 au milieu des années 1980.
Jusqu'en 1985, l'Espagne a disputé la plupart des tournois de l'Eurobasket, terminant généralement autour de la 10e place. Une année importante pour l'évolution de l'équipe a été la célébration à domicile de l'EuroBasket 1987, terminant à la 6e position. L'équipe a participé à sa première qualification pour les Jeux olympiques d'été en 1988, mais n'a pas réussi à se qualifier. Leurs premiers Jeux olympiques ont eu lieu à domicile lors des Jeux olympiques d'été de 1992, terminant 5e.

### Premier titre majeur
Après avoir échoué à se qualifier pour les deux Eurobaskets précédents et n'ayant jamais disputé de match à élimination directe dans un tournoi majeur, la médaille d'or à l'EuroBasket 1993 a été une surprise, battant la Slovaquie nouvellement formée en demi-finale 73-55 et battant la France en finale 63–53. Avec Blanca Ares comme joueuse clé (19 PPG), l'Espagne a sans doute profité de la dissolution des équipes européennes dominantes de Yougoslavie, de Tchécoslovaquie et surtout d'Union soviétique.
La victoire de l'EuroBasket a donné à l'Espagne le droit de participer pour la première fois à la Coupe du monde féminine de 1994, terminant 8e. Depuis lors, l'équipe s'est qualifiée pour chaque Coupe du monde -sept d'affilée-, remportant trois médailles.

### Des médailles mais pas de titre
De 2001 à 2009, l'Espagne est entrée dans une boucle en remportant cinq médailles consécutives aux Eurobaskets (1 d'argent, 4 de bronze) et en étant éliminée en quarts de finale aux Jeux olympiques d'été et aux Coupes du monde, jusqu'à ce qu'elle remporte finalement le bronze à la Coupe du monde féminine de 2010. De ses débuts en 1995 à sa retraite en 2013, l'attaquante Amaya Valdemoro est devenue la meneuse de l'équipe espagnole, participant à 13 tournois, disputant 258 matchs, remportant 7 médailles et devenant la meilleure buteuse avec 2 743 points.

### Deux années compliquées
La défaite contre la Croatie le 26 juin à Katowice lors de la deuxième étape de l'EuroBasket 2011 et l'absence consécutive des Jeux olympiques de 2012 ont été citées par les entraîneurs et les joueurs comme le catalyseur d'une période dorée de sept médailles consécutives sous l'entraîneur Lucas Mondelo.

### La meilleure nation européenne
Après avoir disputé les matchs de qualification à l'été 2012, l'Espagne a remporté l'EuroBasket 2013 avec un bilan de 9-0. Ensuite, ils ont remporté l'argent à la Coupe du monde féminine 2014, même sans Amaya Valdemoro qui a pris sa retraite, Laia Palau dit de son équipe : « Elle va nous manquer mais on regarde vers l’avant. On a donné le ballon à d’autres joueuses, comme Alba ou encore Xargay. Les jeunes sont très bien en plus. (...) On a des jeunes avec beaucoup d’expérience. Nos jeunes ont toujours joué à un bon niveau. La formation espagnole travaille bien. La plupart jouait déjà en pro à 15 ans, dans des équipes majeures et avec des rôles majeurs (...) Sancho Lyttle représente plus de la moitié de la force de cette équipe. Il faut qu’elle soit à 100 % Quand elle est venue au Mondial à 100 %, on a fini 3e, l’année dernière on a gagné l’Euro avec elle. Si elle n’est pas à 100 %, ce n’est pas la même chose pour nous ».
L'Espagne remporte le bronze à l'EuroBasket 2015, L'équipe championne d'Europe sortante s'incline en demi-finale 63 à 58 face à la France décrite avec « un niveau athlétique impressionnant », « une dureté défensive », « une capacité athlétique au rebond, en défense et en attaque » et « un énorme talent intérieur ». Laia Palau dit de cette rivalité « La France est l’ennemi juré de l’Espagne, c’est ainsi, depuis le championnat d’Europe et depuis toujours. Les équipes qui sont au-dessus ont toujours des comptes à régler. (…) J’ai tout mon respect pour la France, et j’espère qu’elles en ont pour nous aussi, je crois que oui. C’est toujours un plaisir de jouer contre de telles équipes. » Diandra Tchatchouang explique : « Elles aiment jouer en contre-attaque, elles aiment piquer des ballons pour courir. On a réussi à contrôler notre attaque, ne pas perdre de ballons et ne pas les laisser courir et s’installer dans leur jeu et dans leurs points forts. » Défaite par la France, l'Espagne obtient la médaille de bronze grâce à une victoire 74 à 58 face à la Biélorussie.
Elle remporte l'argent aux Jeux olympiques d'été 2016, en quarts de finale olympique, l'Espagne vient à bout de la Turquie sur le fil, 64 à 62 après avoir été malmenée sur l'essentiel de la rencontre. L'expérience de Lara Sanders (22 points, 10 rebonds et 4 interceptions) a longtemps prévalu sur la jeunesse d'Astou Ndour (10 points et 9 rebonds) Si Alba Torrens n'a inscrit que 6 points à 3/12 aux tirs, elle se bat pour capter 11 rebonds. L'Espagne est en tête 29 à 25 à la mi-temps, mais subit un 11-0 turc au retour des vestiaires avec une Bahar Çağlar (9 points et 4 rebonds) entreprenante. Les Turques ont encore huit points d'avance à 4 minutes de la fin, mais Anna Cruz (14 points et 6 passes décisives) et Laura Nicholls (12 points et 10 rebonds) inscrivent quatre points chacune pour égaler à l'entrée de la dernière minute. Cruz donne un petit avantage aux Ibères, mais Torrens perd la dernière possession au profit de Sanders qui égalise. Il ne reste que 4 secondes et c'est Cruz qui marque au buzzer pour qualifier l'Espagne en demi-finales.Elle remporte de nouveau l'or à l'EuroBasket 2017. L'Espagne a également remporté la médaille de bronze lors de la Coupe du monde féminine 2018 qui s'est tenue à domicile en septembre 2018. En juillet 2019, l'Espagne a défendu avec succès sa couronne européenne en battant la France 86 à 66 lors de la finale de l'EuroBasket 2019. Après l'EuroBasket 2019 l'équipe d'Espagne est devenue la deuxième nation la plus titré en Europe derrière l'Union soviétique et dépassant la Russie (3 titre). Cette série de résultats a amené l'équipe espagnole à se classer no 2 au classement de la FIBA.

### La fin d'une ère
Ces sept tournois réussis se sont arrêtés à l'été 2021, lorsque l'équipe a terminé 7e de l'EuroBasket 2021 disputé à domicile et 6e des Jeux olympiques de 2020. Ces résultats sont tout à fait louables, si l'on considère que l'Espagne n'a rivalisé avec l'élite mondiale que pendant deux décennies.

## Résultats

### Palmarès
Le tableau suivant liste le palmarès de l'équipe d'Espagne féminine de basket-ball actualisé au 9 mars 2023 dans les différentes compétitions internationales officielles.
| Compétitions mondiales                                                                                 | Compétitions continentales | Autres compétitions                                                             |
| --- | --- | ------------------------------------------------------------------------------- |
| - Jeux olympiques - Finaliste en 2016 - Coupe du monde - Finaliste en 2014 - Troisième en 2010 et 2018 | - EuroBasket (4) - Vainqueur en 1993, 2013, 2017 et 2019 - Finaliste en 2007, 2023 et 2025 - Troisième en 2001, 2003, 2005, 2009 et 2015 | - Jeux méditerranéens (1) - Vainqueur en 1991 - Troisième en 1993, 2001 et 2005 |

### Parcours en compétitions internationales

#### Jeux olympiques
| Année | Position      |      | Année         | Position |           | Année | Position |
| 1976  | Non qualifiée | 1996 | Non qualifiée | 2016     | Finaliste |       |          |
| 1980  | Non qualifiée | 2000 | Non qualifiée | 2020     | 6e        |       |          |
| 1984  | Non qualifiée | 2004 | 6e            | 2024     | 5e        |       |          |
| 1988  | Non qualifiée | 2008 | 5e            | 2028     | -         |       |          |
| 1992  | 5e            | 2012 | Non qualifiée | 2032     | -         |       |          |

#### Coupe du monde
| Année | Position           |      | Année         | Position |               | Année | Position |
| 1953  | Équipe inexistante | 1979 | Non qualifiée | 2006     | 8e            |       |          |
| 1957  | Équipe inexistante | 1983 | Non qualifiée | 2010     | Troisième     |       |          |
| 1959  | Équipe inexistante | 1986 | Non qualifiée | 2014     | Finaliste     |       |          |
| 1964  | Non qualifiée      | 1990 | Non qualifiée | 2018     | Troisième     |       |          |
| 1967  | Non qualifiée      | 1994 | 8e            | 2022     | Non qualifiée |       |          |
| 1971  | Non qualifiée      | 1998 | 5e            | 2026     | -             |       |          |
| 1975  | Non qualifiée      | 2002 | 5e            | 2030     | -             |       |          |

#### EuroBasket
| Année | Position           |      | Année         | Position |           | Année | Position |
| 1938  | Équipe inexistante | 1976 | 10e           | 2003     | Troisième |       |          |
| 1950  | Équipe inexistante | 1978 | 11e           | 2005     | Troisième |       |          |
| 1952  | Équipe inexistante | 1980 | 10e           | 2007     | Finaliste |       |          |
| 1954  | Équipe inexistante | 1981 | Non qualifiée | 2009     | Troisième |       |          |
| 1956  | Équipe inexistante | 1983 | 11e           | 2011     | 9e        |       |          |
| 1958  | Équipe inexistante | 1985 | 10e           | 2013     | Vainqueur |       |          |
| 1960  | Équipe inexistante | 1987 | 6e            | 2015     | Troisième |       |          |
| 1962  | Équipe inexistante | 1989 | Non qualifiée | 2017     | Vainqueur |       |          |
| 1964  | Non qualifiée      | 1991 | Non qualifiée | 2019     | Vainqueur |       |          |
| 1966  | Non qualifiée      | 1993 | Vainqueur     | 2021     | 7e        |       |          |
| 1968  | Non qualifiée      | 1995 | 9e            | 2023     | Finaliste |       |          |
| 1970  | Non qualifiée      | 1997 | 5e            | 2025     | Finaliste |       |          |
| 1972  | Non qualifiée      | 1999 | Non qualifiée | 2027     | -         |       |          |
| 1974  | 12e                | 2001 | Troisième     | 2029     | -         |       |          |

## Personnalités historiques

### Joueuses marquantes
Dans l'équipe senior depuis deux décennies (2002-2021), la meneuse Laia Palau est la détentrice du record du plus grand nombre de sélections (314) et du plus grand nombre de médailles (12) en 19 tournois finaux. Dans l'équipe depuis 2008, l'attaquante Alba Torrens est considérée comme la joueuse la plus talentueusede cette génération, ayant remporté 8 médailles en 11 tournois.
Les 10 joueuses les plus sélectionnées en rencontres internationales sont:
| Joueuse           | Matchs |
| ----------------- | ------ |
| Amaya Valdemoro   | 258    |
| Marina Ferragut   | 253    |
| Elisabeth Cebrián | 252    |
| Laia Palau        | 227    |
| Elisa Aguilar     | 222    |
| Lucila Pascua     | 216    |
| Ana Belén Álvaro  | 204    |
| Carolina Mújica   | 203    |
| Mónica Messa      | 185    |
| Piluca Alonso     | 171    |

(*) en gras, joueuses encore en actif
(**) Actualisé en Juillet 2015

### Sélectionneurs successifs
Les différents sélectionneurs de l'équipe d'Espagne onet été:
| Années    | Sélectionneur          | Matchs |
| --------- | ---------------------- | ------ |
| 1963-1974 | Cholo Méndez           | 8      |
| 1974-1979 | Josep María Solà       | 50     |
| 1979      | Jose María Buceta      | 3      |
| 1979-1984 | María Planas           | 54     |
| 1985-1992 | José María Buceta      | 177    |
| 1992-1998 | Manolo Coloma          | 99     |
| 1999-2004 | Vicente Rodriguez      | 79     |
| 2005-2006 | Domingo Díaz           | 33     |
| 2007-2009 | Evaristo Pérez         | 53     |
| 2010-2011 | José Ignacio Hernández | 33     |
| 2012-     | Lucas Mondelo          | 43     |

(*) actualisé en novembre 2014